# Bertilda Samper Acosta
Bertilda Samper Acosta (ur. 31 lipca 1856 w Bogocie, zm. 31 lipca 1910 tamże), znana jako siostra María Ignacia, OSC – kolumbijska zakonnica (klaryska) i poetka. Była córką dwojga uznanych w tamtych czasach literatów, Joségo Maríi Samper Agudela i Soledad Acosta Kemble. Siostra María Ignacia jest znana jako autorka, która wprowadziła zmiany do adwentowej nowenny (Novena of Aguinaldo).